# Фьорамонти, Лоренцо
Лоренцо Фьорамонти (итал. Lorenzo Fioramonti; род. 29 апреля 1977, Рим) — итальянский университетский преподаватель, министр просвещения, университетов и научных исследований Италии (2019).

## Биография
Окончил философский факультет Римского университета Тор Вергата по специальности «История современной политической и экономической мысли», позднее получил докторскую степень по политологии в Сиенском университете. Преподавал в Преторийском университете на политологическом отделении кафедры политической экономии.

### В Движении пяти звёзд
С 1997 по 2000 год был парламентским помощником Антонио Ди Пьетро, а по итогам парламентских выборов 2018 года избран в Палату депутатов от одномандатного округа в Риме как кандидат Движения пяти звёзд.
12 июня 2018 года назначен младшим статс-секретарём Министерства просвещения, университетов и научных исследований при формировании первого правительства Конте.
13 сентября 2018 года назначен заместителем министра просвещения, университетов и научных исследований.
4 сентября 2019 года получил портфель министра просвещения, университетов и научных исследований при формировании второго правительства Джузеппе Конте, а
5 сентября в составе нового кабинета принёс присягу и вступил в должность.
3 октября 2019 года газета «Il Giornale» опубликовала подборку твитов Фьорамонти за долгое время с нелицеприятными отзывами о политиках и государственных институциях. В частности, он назвал Берлускони «нано-ектатором» (этим словечком в Италии называют человека, приносящего неудачу), грубо отозвался о Даниеле Сантанке, а также назвал полицию «телохранителями власти». Братья Италии (в первую очередь, благодаря усилиям своего лидера Джорджи Мелони) и Лига Севера потребовали немедленной отставки министра, а представительница одной из правительственных партий — Демократической — Валерия Федели высказала мнение, что он должен как можно скорее объясниться.
29 октября 2019 года принято постановление правительства о реформе системы школьного образования, которое предусматривает проведение конкурсов на право занимать рабочие места после трёх лет стажа, в том числе, впервые за 15 лет, для преподавателей католического религиозного учения. Основной целью проекта названо сокращение численности частично занятых и набор новых постоянных преподавателей. 3 декабря 2019 года Палата депутатов проголосовала за придание постановлению силы закона, 17 декабря оно прошло слушания в Сенате, и 29 декабря ожидалось его вступление в силу.
25 декабря 2019 года Фьорамонти ушёл в отставку, объяснив этот шаг недостаточным финансированием системы образования.
30 декабря 2019 года президент Маттарелла принял отставку Фьорамонти и назначил премьер-министра Джузеппе Конте временно исполняющим обязанности министра образования, университетов и научных исследований.

### После Движения пяти звёзд
Перейдя из фракции Д5З в Смешанную фракцию Палаты депутатов, Фьорамонти начал собственный политический проект, основав группу «Eco» (название отсылает одновременно и к слову «экономика» и к слову «экология»).